# الفيديو سريع الانتشار

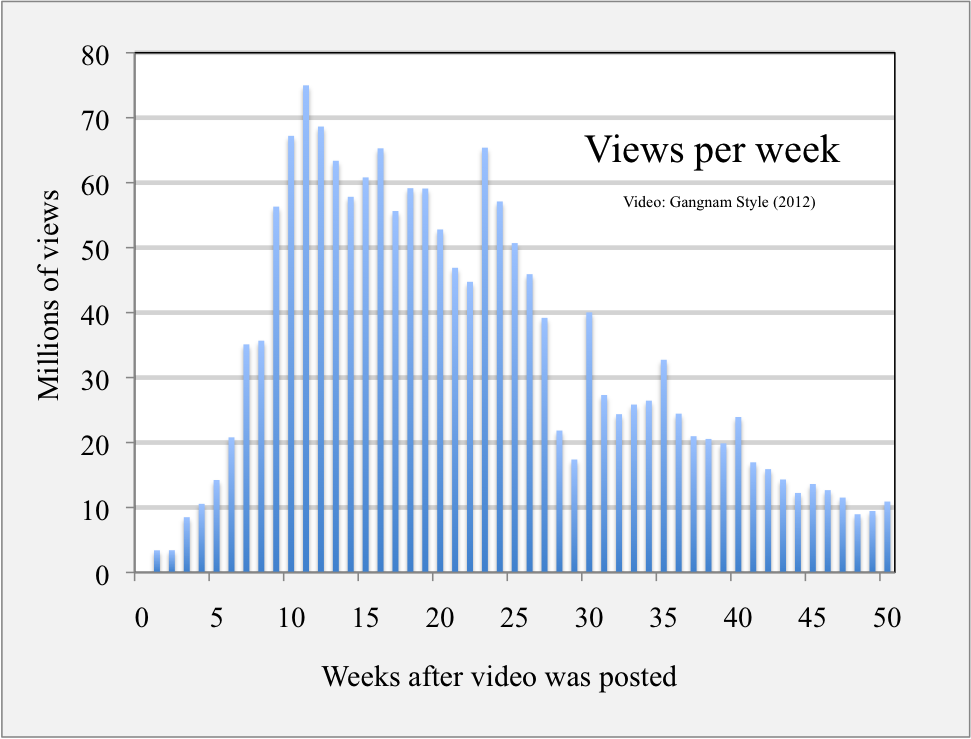

الفيديو سريع الانتشار(بالإنجليزية: Viral video)‏ هو الفيديو الذي يصبح واسع الانتشار من خلال عملية المشاركة عبر الإنترنت، وعادة من خلال مواقع مشاركة الفيديو، وسائل الاعلام الاجتماعية والبريد الإلكتروني. الفيديوهات الفيروسية غالبا ما تحتوي على محتوى فكاهي وتشمل مشاهد هزلية متلفزة.

## من الأمثلة عليها
- ديسباسيتو
- غانغنم ستايل
- الجمعة
- أنوينغ أورنج
- ماكارينا
- مقطع 11B-X-1371